# فرانكلين تويست
فرانكلين تويست (بالإنجليزية: Franklin Twist)‏ هو لاعب كرة قدم بريطاني في مركز نصف الجناح، ولد في 2 نوفمبر 1940 في ليفربول في المملكة المتحدة. لعب مع نادي بوري ونادي ترانمير روفرز ونادي ليفربول ونادي هاليفاكس تاون.